# Korea Domestic Championship
Die Korea Domestic Championship (koreanisch 전국종합아이스하키선수권대회) ist der nationale Eishockeypokalwettbewerb in Südkorea.

## Geschichte
Am nationalen südkoreanischen Eishockeypokalwettbewerb, der Korea Domestic Championship, der erstmals 1955 ausgetragen wurde, dürfen alle Mannschaften des Landes teilnehmen, die Mitglied des südkoreanischen Eishockeyverbands sind. Daher nehmen neben Universitäts- und Amateurmannschaften auch die beiden Profiteams des Landes aus der Asia League Ice Hockey am Wettbewerb teil.

## Sieger
- 1955 Jeon-hwui-mun team[2]
- 1957 Südkoreanische Luftwaffe[3]
- 1958 Hwui-mun-gu team[4]
- 1959 Hwui-mun-gu team[5]
- 1961 Gwang-seong-go team[6]
- 1962 Hwui-mun-gu[7]
- 1963 Jeon-gwang-seong team[8]
- 1964 Yonsei University[9]
- 1966 Kyunghee University
- 1967 Kyunghee University[10]
- 1968 Yonsei University[11]
- 1969 Korean Army team[12]
- 1970 Kyunghee University[13]
- 1971 Korea University
- 1972 Korea University[14]
- 1973 Korea University[15]
- 1976 Kyunghee University
- 1977 Kyunghee University
- 1978 Kyunghee University[16]
- 1981 Januar Korea University[17]
- 1981 Dezember Yonsei University[18]
- 1982 Korea University[19]
- 1983 Korea University[20]
- 1984 Korea University[21]
- 1985 Korea University[22]
- 1986 Yonsei University[23]
- 1987 Hanyang University[24]
- 1988 Yonsei University[25]
- 1989 Yonsei University[26]
- 1990 Yonsei University[27]
- 1991 Hanyang University[28]
- 1992 Yonsei University[29]
- 1993 Yonsei University[30]
- 1994 Seoktop[31]
- 1995 Yonsei University[32]
- 1996 Mando Winia[33]
- 1997 Dongwon Dreams[34]
- 1998 Yonsei University[35]
- 1999 Halla Winia[36]
- 2000 Halla Winia[37]
- 2001 Dongwon Dreams[38]
- 2002 Dongwon Dreams[39]
- 2003 Korea University[40]
- 2004 Yonsei University[41]
- 2005 Halla Winia[42]
- 2006 Kangwon Land[43]
- 2007 High1[44]
- 2008 High1[45]
- 2009 Anyang Halla[46]
- 2010 Anyang Halla[47]
- 2012 High1[48]
- 2013 Daemyung Sangmu[49]
- 2014 Anyang Halla[36]
- 2015 High1[50]
- 2016 Anyang Halla[51]
- 2017 Daemyung Killer Whales[52]
- 2018 High1[53]